# Endosulfan
L'endosulfan és un insecticida - acaricida organoclorat del grup dels ciclodiens que van ser desenvolupats pocs anys després de la Segona Guerra Mundial.
Concretament, és una mescla de dos isòmers del 6,7,8,9,10,10-hexacloro-1,5,5a,6,9,9a-hexahidro-6,9-metan-2,4,3-benzodioxatiepin-3-òxid, l'alfa i el beta, en una proporció de 2:1 a 7:3, juntament amb impureses i productes degradats.
Es comercialitza com un emulsionant concentrat i ha de contenir com a mínim un 94% d'endosulfan d'acord amb les especificacions de la FAO (Organització per a l'Alimentació i l'Agricultura).
És un insecticida i acaricida de contacte i estomacal, és a dir, té un efecte tòxic mortal en entrar en contacte o ser ingerit per una àmplia varietat d'insectes xucladors i mastegadors que poden arribar a ser una plaga per diferents cultius agrícoles (hortalisses, arbres fruiters, cereals, cotó, té, cafè, cacau, soja, arbustos...). Històricament, en alguns països també es va utilitzar per al control de tèrmits i de la mosca tse-tse, inclús com a conservador de fustes.
Actualment es considera un contaminant orgànic persistent segons el Conveni d'Estocolm i està prohibit en la majoria de països.

## Propietats Químiques
L'endosulfan és un derivat de l'hexaclorociclopentadiè i és químicament similar a l'aldrin, el clordà i l'heptaclor. S'obté a partir d'una reacció Diels-Alder entre el hexaclorociclopentadiè i el cis-butè-1,4-diol i una posterior reacció amb clorur de tionil.
Els isòmers alfa i beta són conformacionals, poder ser intercanviats sense trencar els enllaços. L'α-endosulfan és el més estable termodinàmicament de manera que l'isòmer β es converteix lenta i irreversiblement a la forma α amb el pas del temps.
En l'ambient es transforma en sulfat d'endosulfan i endosulfan-diol.

## Efectes sobre la salut humana
És un producte químic molt tòxic per pràcticament tot tipus d'organismes. I un dels principals culpable de molts accidents.
Un cop alliberat a l'ambient s'oxida, principalment a sulfat d'endosulfan, que té una toxicitat aguda similar al compost original.
En el cas dels mamífers, és altament tòxic en exposar-se per via oral i moderadament tòxic després de l'exposició per inhalació.
Canvia els nivells de diversos neurotransmissors en el cervell, particularment, bloqueja la recepció del neurotransmissor GABA en les cèl·lules nervioses, aquest neurotransmissor té un paper important en el desenvolupament cerebral. L'endosulfan és també un potencial interferent endocrí en espècies terrestres i aquàtiques. Nombrosos estudis in vitro han documentat el seu potencial per afectar les hormones. També hi ha evidències que podria estar relacionat amb efectes neurològics a llarg termini, com l'epilèpsia i pot incrementar el risc de la malaltia de Parkinson, a més, és tòxic per al sistema immunològic, el debilita; així com promotor de respostes al·lèrgiques.

### Toxicitat
L'enfosulfan és un neurotòxic agut per a insectes i mamífers, incloent als humans. La classificació de l'Environmental Protection Agency és d'alta toxicitat aguda, basada en un valor de DL50 mitjà de 30 mg/kg per rates femelles.
En canvi l'Organització Mundial de la Salut el classifica com a moderadament perillós, basat en un valor DL50 de 80mg/kg en rates.
Els símptomes d'un enverinament agut són hiperactivitat, tremolors, convulsions, falta de coordinació, dificultat respiratòria, nàusees i vòmits, diarrea i, en casos severs, inconsciència. Hi ha estudis que dosis tant baixes com 35 mg/kg poden causar la mort en humans, i en molts casos d'enverinament subletal es poden donar danys cerebrals permanents. Els treballadors en granges amb exposició crònica al endosulfan estan en risc d'erupcions i irritació de la pell.

## Efectes sobre el medi ambient
La vida mitjana pels residus tòxics d'aquest insecticida varia des dels 9 mesos als 6 anys, per tant es pot concloure que és un compost persistent. A més de persistent, és molt volàtil, i això facilita la seva difusió en l'ambient després de ser aplicat. Aquest procés li permet pujar a la troposfera i viatjar grans distàncies en l'aire, ja sigui en forma de gas o de partícules (adsorbides a partícules sòlides) i posteriorment precipitar amb la pluja o neu, arribant així a zones muntanyoses, àrees de reserva natural i llocs tan remots com l'Àrtida o l'Antàrtida, on mai s'ha utilitzat. L'endosulfan alfa és el més abundant en l'ambient, ja que és el més estable termodinàmicament i representa el 90% del total. És un compost lipofílic (es pot dissoldre en greixos), s'acumula i es biomagnifica en les cadenes alimentàries. L'any 2006 la Unió Europea va prohibir-ne l'ús. El Conveni d'Estocolm el considera com un contaminant orgànic persistent, ja que compleix els quatre requisits (és tòxic, persistent, bio acumulable i es desplaça amb facilitat)

### Endosulfan en els sòls
L'endosulfan és moderadament persistent en els sòls amb un temps de vida mitjana d'uns 50 dies. Els dos isòmers tenen temps de degradació diferents. El de l'isòmer alfa és de 50 dies i el del beta de 150. Són més persistents en condicions àcides. El compost és descompost per fongs i bacteris. No és fàcilment dissolt en aigua, ja que no és gaire soluble. Té una capacitat d'absorció als sòls moderada. Com que no és molt mòbil, no és una amenaça per les aigües subterrànies.

### Endosulfan en les aigües
En l'aigua a temperatura ambient i exposat a la llum, els dos isòmers es degraden en 4 setmanes. El degradament és més ràpid en condicions neutres que en condicions àcides o bàsiques (uns 5 mesos), però en condicions fortament alcalines es descompon en 1 dia. Es poden trobar quantitats relativament elevades d'endosulfan a les aigües superficials prop de les àrees d'aplicació. Però en general, la seva concentració en aigua és baixa.